# 托馬斯·克蘭麥
多瑪斯·克藍瑪（英語：Thomas Cranmer，1489年7月2日—1556年3月21日），又譯克藍麥，是第69任坎特伯雷總主教暨 首任英格蘭聖公會的主教長。

## 早年

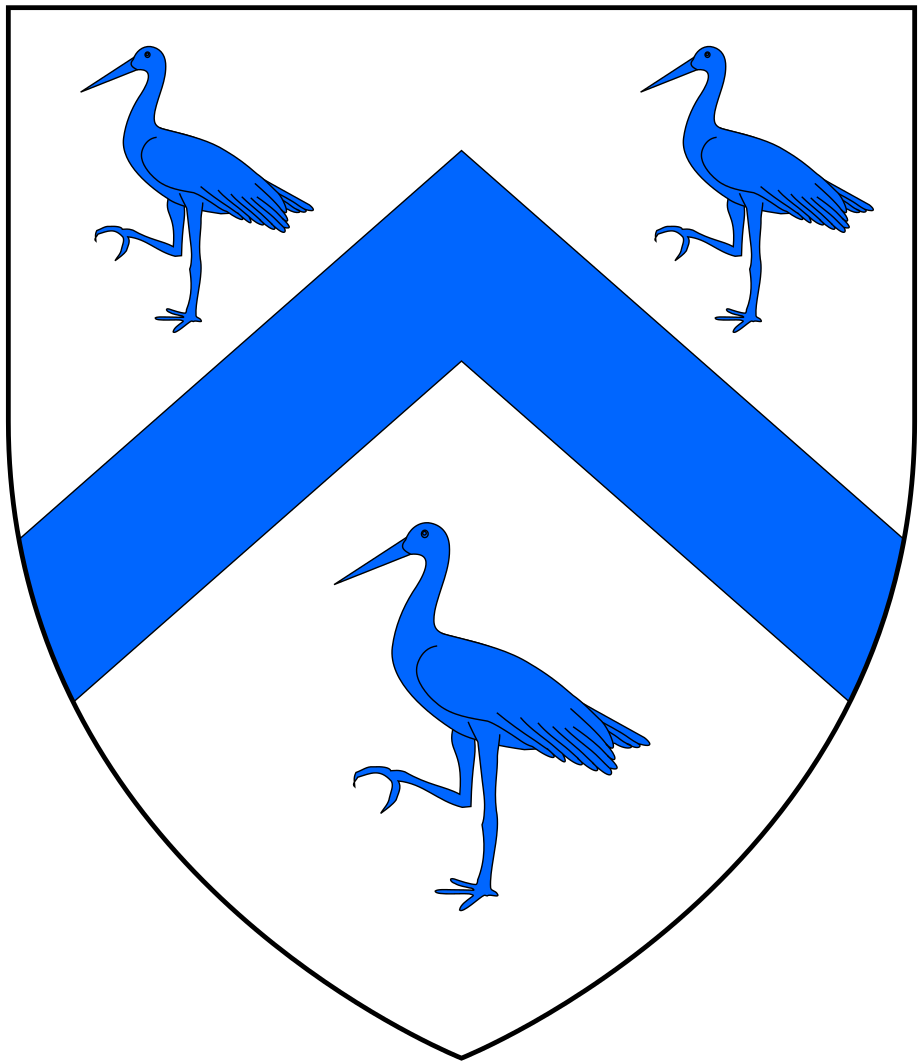
其父的暗语纹章

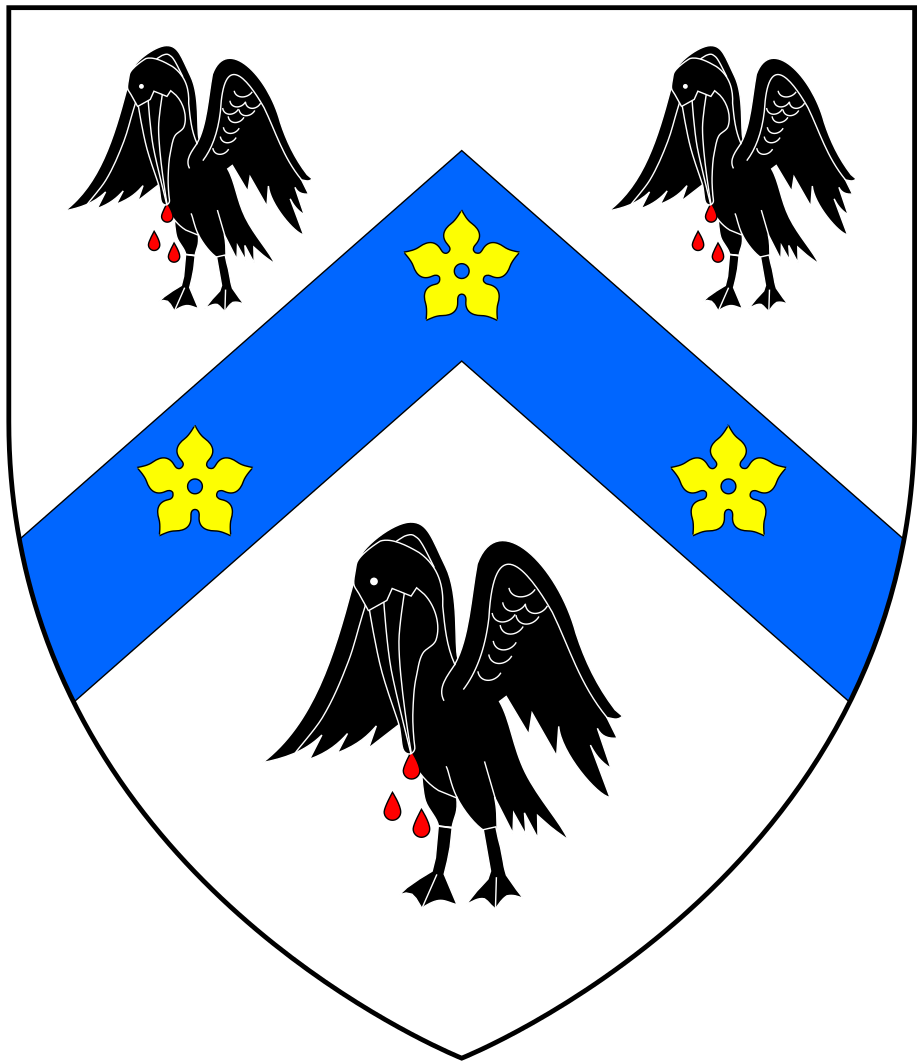
克蘭默1544年獲得的新紋章

出生于英格兰諾丁漢郡阿斯洛克顿，和父亲同名，祖上是林肯郡的乡绅。家中长子约翰继承了家业，托马斯和他的弟弟爱德蒙进入教会。
他可能曾在村子里读过语法学校，14岁时父亲去世，他进入剑桥大学耶稣学院学习。他花了八年才取得学士学位，期间开始收集中世纪古书。此后，他又花三年时间取得了硕士学位，期间研究人文主义、雅克·勒菲弗·戴塔普勒和伊拉斯谟。1515年取得硕士学位后，他获得了耶稣学院“Fellow”头衔。
之后不久，他因与一名叫做琼的女子结婚而丢掉了耶稣学院的头衔和住处。为了养家糊口，他到剑桥的白金汉学院（后来的剑桥大学抹大拉学院）担任准教授（Reader）。他的妻子在生第一个孩子时难产而死，耶稣学院随后恢复了他的头衔。克兰麦开始教授神学，并在1520年晉鐸。1526年获得神学博士学位。
他常被描述为一个路德宗信徒，但从他留下的文字来看，他并不喜欢马丁·路德。托马斯·沃尔西曾选他出使神圣罗马帝国。有记录显示他曾出使西班牙，但这份记录真实性存疑。

## 成名
他一直潛心學術，後來為亨利八世的離婚問題提出策略，所以在1532年奉召当选坎特伯雷大主教。他在亨利八世統治期間，一直是大主教，而亨利八世對他也很敬重。
愛德華六世繼任後，克藍麥仍是坎特伯雷大主教，他在英王愛德華六世統治下，領導英格兰宗教改革，他是圣公会的代表人物和最重要的改革家，但他被玛丽一世女王革職，於1556年在牛津被處火刑而死。
克蘭默很虔誠，他在神學的方向是以路德宗為是，對於天主教早期教父的著作非常熟稔，對於禮拜的儀式有著極大的興趣，充滿學問。至於為人方面：敏感勇毅、處事決斷謹慎。即使在推動宗教改革期間，他竭盡心力以和平緩慢的游說方式取代武力，他和馬丁·路德一樣，堅持相信“和平的君王”耶穌基督為全人类承擔一切功勞，負有天父給予的責任，建立一個充滿公正的社會環境，使福音能加以廣傳。
他一生致力恢復西方教會的公教信仰，當羅馬教會拒絕加入改革時，克蘭默擔負起這個責任，從自己的坎特伯雷教區開始進行宗教改革。上述為克藍麥所注重的第一件事，而他注重的第二件事是恢復以基督和祂的事工為基礎的活神學，從他所著的神學著作中關於基督教義部分，發展出屬於他的見解的“因信稱義”，與在聖餐禮中基督是臨在的神學。而他第三注重的是關於聖靈的教義，是指關於聖經與傳統與基督的合一。
他在玛丽一世女王的逼迫下，長期被單獨囚在監裡，甚至收回自己所寫所發表的主張。在1556年，最後一次審判中，他再次為他的主張奮力辯護，最後勇敢地赴上火刑的處分，他把寫過收回自己主張的那隻手，先伸進火中，藉以表明自己的心，且因此殉道。
克蘭默大主教在世時，主持了《大聖經》（1538年）翻譯的工作，還提筆寫序言。著有《總禱文》（1545年）、《公禱書》（1549年），他還著有《教會法規之改革》（1571年），而英國的《六條信仰法》、《四十二信條》、《靈修課》和《基督徒的規範》大部分都是出於他的手筆。克蘭默也是圣公宗的主要确立者之一，和圣公宗的殉道圣人。目前英國牛津有座殉道紀念塔，就是紀念他和其他兩位殉道者——尼古拉斯·里德利和休·拉蒂默——的死。